# Comuna Pivce, Zdolbuniv
Pivce (în ucraineană Півче) este o comună în raionul Zdolbuniv, regiunea Rivne, Ucraina, formată din satele Pivce (reședința) și Suimî.

## Demografie
Componența lingvistică a comunei Pivce
     Ucraineană (99,88%)
     Alte limbi (0,12%)
Conform recensământului din 2001, majoritatea populației comunei Pivce era vorbitoare de ucraineană (99,88%), existând în minoritate și vorbitori de alte limbi.